# Gruetli-Laager, Tennessee
Gruetli-Laager, Tennessee (енгл. Gruetli-Laager) град је у америчкој савезној држави Тенеси.

## Демографија
По попису из 2010. године број становника је 1.813, што је 54 (-2,9%) становника мање него 2000. године.
| Група             | 2000.         | 2010.         |
| Белци             | 1.843 (98,7%) | 1.779 (98,1%) |
| Афроамериканци    | 0 (0,0%)      | 0 (0,0%)      |
| Азијати           | 1 (0,1%)      | 4 (0,2%)      |
| Хиспаноамериканци | 10 (0,5%)     | 12 (0,7%)     |
| Укупно            | 1.867         | 1.813         |